# Oscar Wilde
Oscar Fingal O'Flaherty Wills Wilde (n. 16 octombrie 1854, Dublin, Regatul Unit al Marii Britanii și Irlandei – d. 30 noiembrie 1900, Paris, Franța) a fost un scriitor irlandez, cel mai cunoscut dintre scriitorii estetizanți de limbă engleză.

## Biografie
Oscar Wilde a fost fiul unui medic irlandez. Tatăl sau, Sir William Wilde, doctor specialist în boli de ochi și urechi, anticar și scriitor, mai avea trei copii dintr-o primă relație. Mama sa, Jane Francesca Elgee, era poetă (scria poeme revoluționare sub pseudonimul Speranza) și jurnalistă. În timpul școlii, Oscar a excelat în studiul clasicilor, la limba greacă și la desen, câștigând numeroase premii și burse de studiu. După studii strălucite la Trinity College din Dublin, audiază prelegerile de estetică ale lui John Ruskin la Universitatea din Oxford, unde se distinge și prin gusturile sale rafinate, îmbrăcămintea elegantă și stilul dandy de viață. După absolvire, în 1878, se mută la Londra.
În același an, 1878, primește premiul „Newdigate” pentru poezie și inițiază mișcarea „Artă pentru Artă”, prin care dezvoltă teoria sa asupra estetismului. În 1882 publică prima sa culegere de versuri, în privința căreia criticii nu au căzut de acord. Urmează o perioadă în care ține o lungă serie de prelegeri de estetică în Statele Unite și Canada, o alta în care Wilde locuiește pentru o scurtă perioadă la Paris, după care își încheie șirul de conferințe în Marea Britanie și Irlanda. Următorii șase ani reprezintă apogeul de creație al irlandezului. Poveștile pentru copii, piesele de teatru și mai ales „Portretul lui Dorian Gray” îi aduc lui Oscar Wilde, pe lângă niște citații în tribunale, și mult dorita faimă.

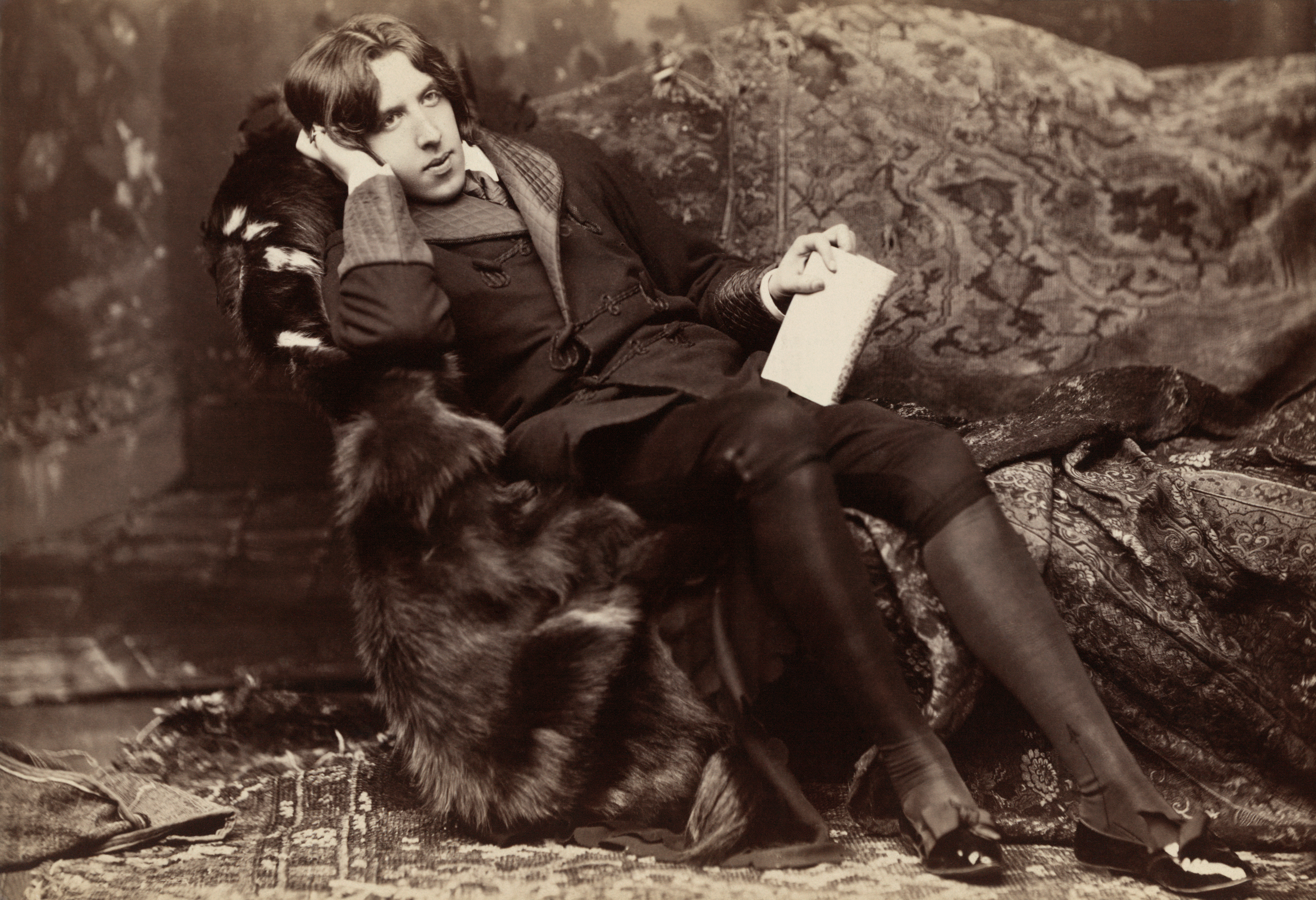
Oscar Wilde (cca. 1882), de Napoleon Sarony

În 1884 se căsătorește cu Constance Lloyd, cu care are doi fii: Cyril (1885) și Vyvyan (1886).
În ultimele decenii ale secolului al XIX-lea publică o serie de opere care îi aduc un mare renume în lumea artistică.
Declinul său începe în vara lui 1891, când Oscar îl întâlnește pe lordul Alfred Douglas. În curând, cei doi devin iubiți și de nedespărțit până la arestarea lui Wilde, patru ani mai târziu, când după acuzarea de homosexualitate (pe atunci ilegală în Anglia) va fi condamnat la închisoare. Ostil filosofiei și convențiilor morale ale epocii victoriene, Oscar Wilde duce o viață de ostentație cinică și de scandal, afișându-și public relația sa homosexuală, ceea ce îi atrage în 1895 o condamnare penală de doi ani închisoare pentru ultragiu la moralitatea publică.
Între timp soția și copiii îl părăsesc și își schimbă numele în „Holland”. După eliberare, ruinat financiar de luxoasa relație cu Bosie (Lordul Douglas) și căzut în dizgrație, Wilde mai trăiește încă trei ani, cutreierând Europa și locuind în hoteluri ieftine.
Ultima parte a condamnării o ispășește în închisoarea din Reading și va face obiectul unei celebre balade. Eliberat în 1897, se stabilește în Franța, unde-și sfârșește viața în uitare și singurătate. Își găsește sfârșitul la Paris pe 30 noiembrie 1900, după o meningită, ce se instalase pe fondul unei infecții puternice la o ureche. Este înmormântat în cimitirul Père-Lachaise din Paris.

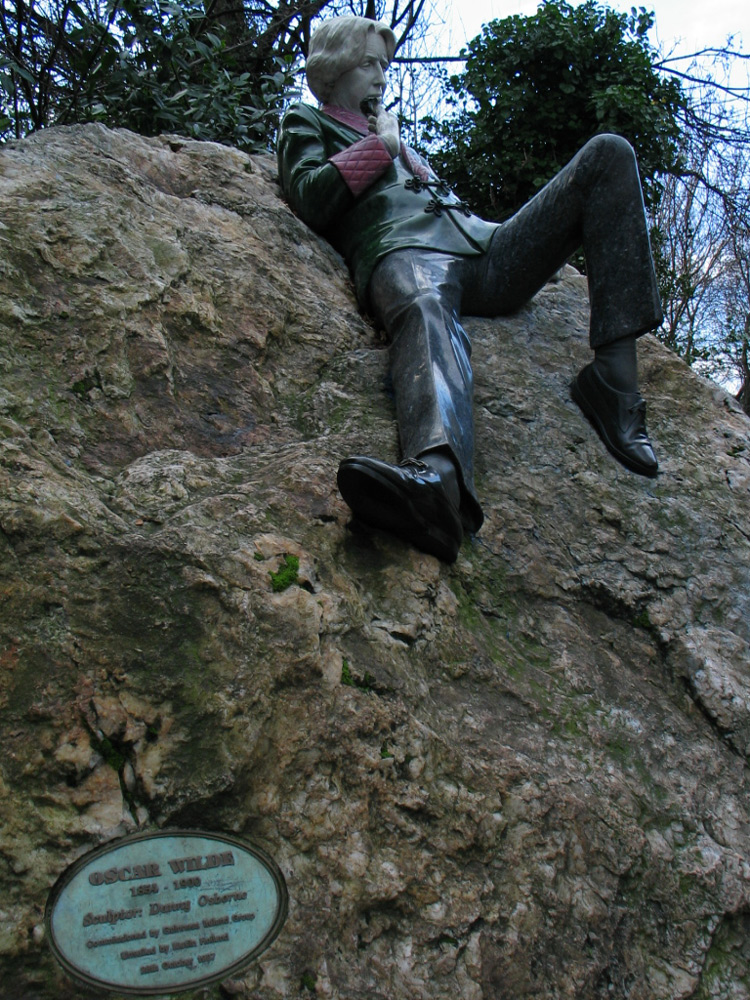
Statuia lui Oscar Wilde în Ryan Park, Dublin

Oscar Wilde a publicat versuri (Poems, 1881), povestiri (Prințul fericit și alte povestiri, 1888), eseuri (The Soul of Man under Socialism, 1891). Romanul „Portretul lui Dorian Gray” (The Picture of Dorian Gray, 1891), cea mai importantă operă a sa, este o ilustrare pregnantă a principiilor sale estetice. El definește rolul artistului în căutarea rafinamentului și frumosului și situează arta mai presus de viață, pentru că exprimă esența caracterelor și a fenomenelor mai fidel decât însăși realitatea.
În creația sa dramatică, „Evantaiul doamnei Windermere” (Lady Windermere's Fan, 1892), „O femeie fără importanță” (A Woman of no Importance, 1893), „Soțul ideal” (An Ideal Husband, 1895), „Ce înseamnă să fii onest” (The Importance of Being Earnest, 1895), care continuă tradițiile comediei engleze din secolul al XVIII-lea cu Sheridan, Oscar Wilde satirizează snobismul, frivolitatea și fățărnicia „înaltei societăți” a timpului, lăsând să se întrevadă preocupările sale proprii pentru problemele spirituale majore ale omului. Subtilitatea caustică a satirei și ingeniozitatea paradoxului, verva scânteietoare a dialogului, bogăția ornamentală și rafinamentul cizelării stilistice a frazei au impus creația lui Oscar Wilde în dramaturgia de la finele secolului al XIX-lea. Preocupat de metafizica creștină în Poveștile Prințului Fericit, tragedia Salomeea și textul De profundis drept ecou psaltic.
Ultimele lucrări, după proces și după șederea în închisoare, vădesc sensibil depărtarea de principiile sale estetizante. În confesiunea De profundis (1897) el nu mai face risipă de paradoxuri strălucitoare, ci povestește cu multă durere în suflet despre zbuciumul său. Ideea că viața este un vârtej de suferințe pe care oamenii și le pricinuiesc unii altora stă la baza ultimului poem al lui Oscar Wilde, „Balada închisorii din Reading”(The Ballad of Reading Gaol, 1898). Ea a fost scrisă sub impresia lăsată de executarea unuia dintre deținuții care se aflau împreună cu el în închisoare și care fusese condamnat pentru că își ucisese iubita:
| Yet each man kills the thing he loves, By each let this be heard, Some do it with a bitter look Some with a flattering word, The coward does it with a kiss, The brave man with a sword. | Căci toți ucidem ce ni-i drag Și-ntindem morții prada, Unii ucid cu desmierdări, Mulți cu priviri de-otravă, Cei lași ucid cu sărutări Iar cei viteji cu spada. |

Oscar Wilde a fost un stilist remarcabil. El știa să picteze prin cuvinte, zugrăvind în fața ochilor fanteziei cititorului tablouri de o frumusețe uimitoare. Privită în ansamblu, creația lui a oglindit declinul umanismului și cultul artei în ceea ce are ea mai elevat.